# 牛糞ケーキ

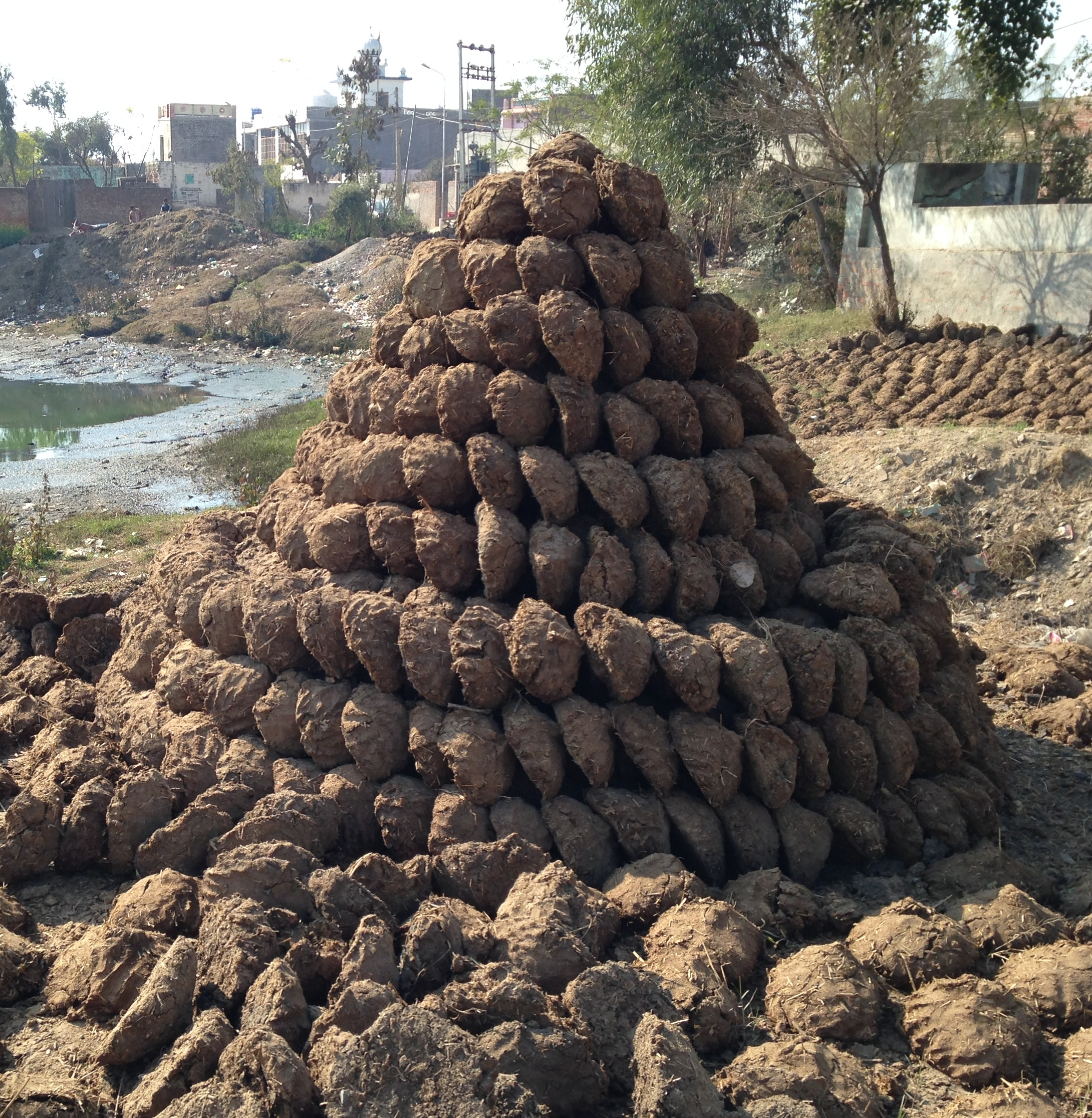
パンジャーブ州モーガー県の、牛糞ケーキを積み上げた山（バトラー）

牛糞ケーキ（ぎゅうふんケーキ、ヒンディー語: uple）は、牛糞を成形および乾燥させた南アジアなどで用いられる燃料。名称は地域によって異なり、インドのラージャスターン州南部ではchaana、ハリヤーナー州南部ではgosaなどと呼ばれる。

## 特徴
牛糞ケーキの原料には、主にコブウシやスイギュウの糞が用いられる。薪のように遠方の森林まで行かずに簡便に入手できて環境への負担も少なく、ガス燃料や電気が十分に普及していない南アジアの農村部では重要な燃料となっている。インドでは年間5億6,200万トンの牛糞が発生し、その37%にあたる2億800万トンが燃料として使用されている。1980年代の調査では、乾燥糞燃料は同国の民生用燃料の21%を占めている。一方で、屋内で調理などに使う場合はPM2.5が発生する事が指摘されているほか、ベンガル・デルタなど土壌や地下水がヒ素で汚染されている地域では、ウシの体内で生物濃縮されたヒ素が牛糞ケーキの煙に含まれるなど、健康面の悪影響が存在する。一方で、牛糞の灰を塗布する事で傷の治癒効果が高まるという研究事例も存在する。
大きさや形状は様々で、ハリヤーナー州ラキー・ガリーでは直径5 - 7cmの団子状のものをゴーレイ、直径17 - 19cmで厚さ2.5 - 4cmの円盤状のものをテーブリー、直径25 - 30cmで厚さ7.5 - 9cmの饅頭状のものをゴサ、とそれぞれ呼び分けている。なおスイギュウの糞はコブウシの糞より柔らかく、牛糞ケーキの形状が崩れやすい。基本的には自家消費用に作られるが、1つ2 - 3ルピーで町で販売されたり、高さ1.6 - 2mほどの一山が1,000 - 1,500ルピーほどで取引される事もある。

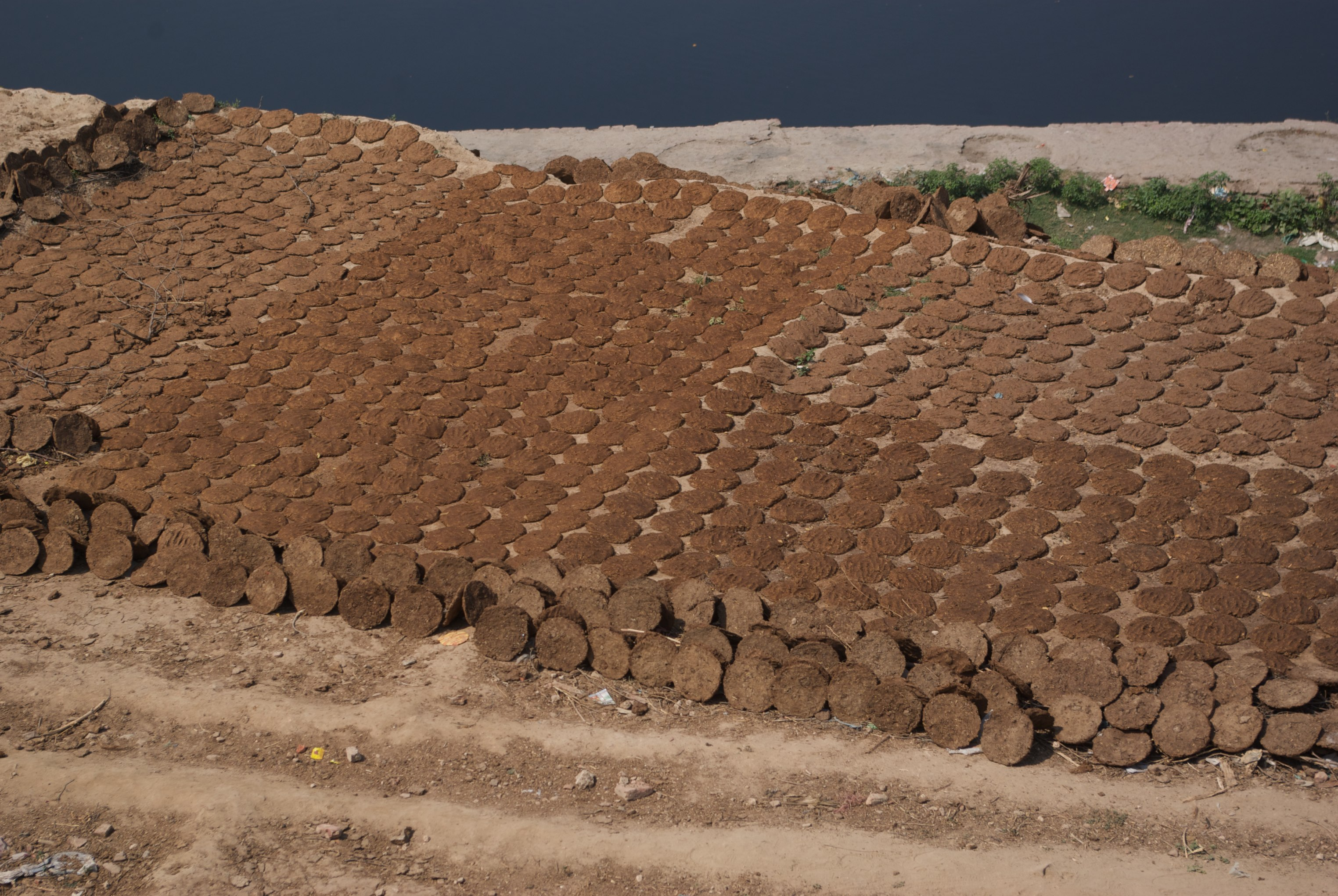
インドの牛糞ケーキ
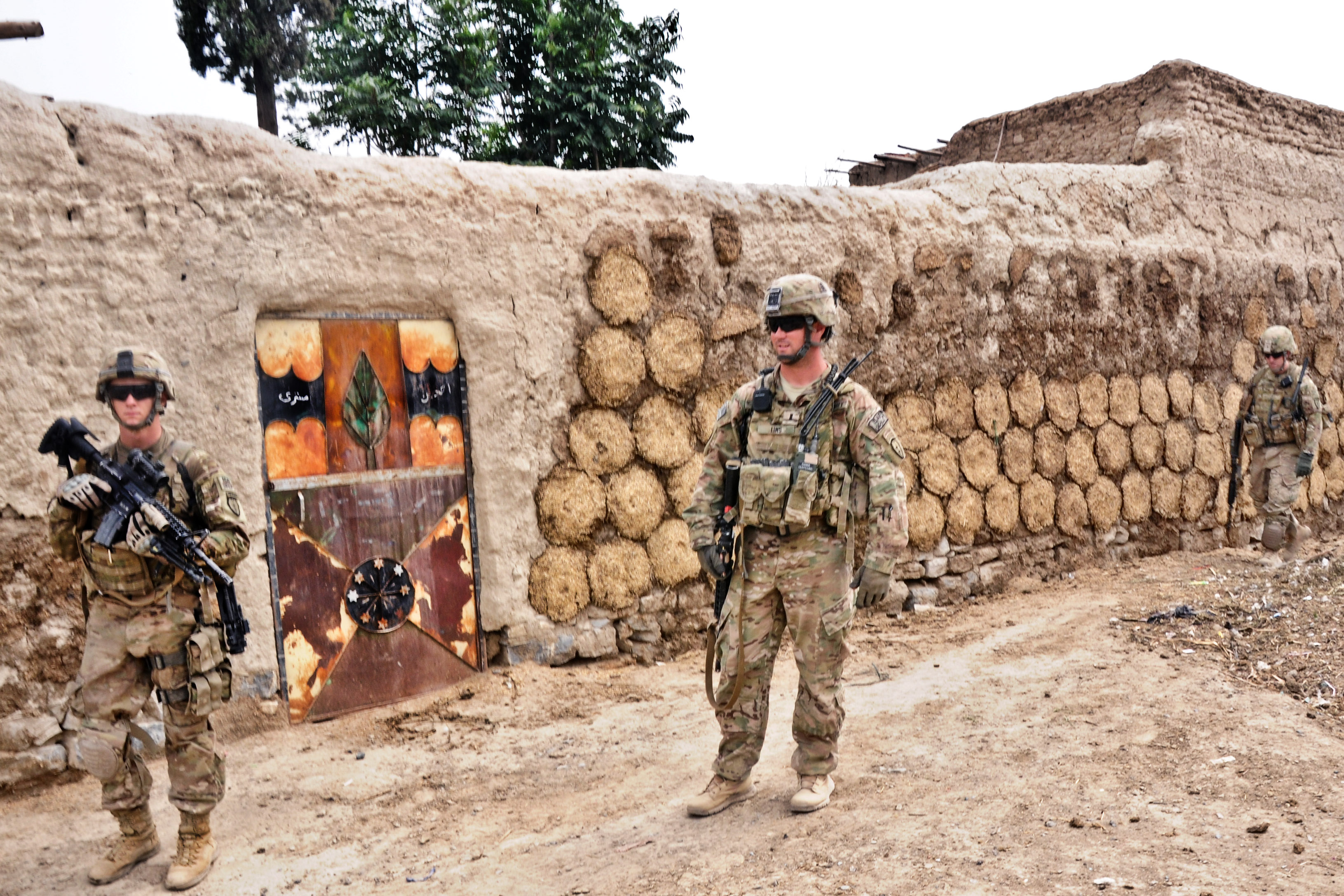
アフガニスタンで家屋に貼られた牛糞ケーキ
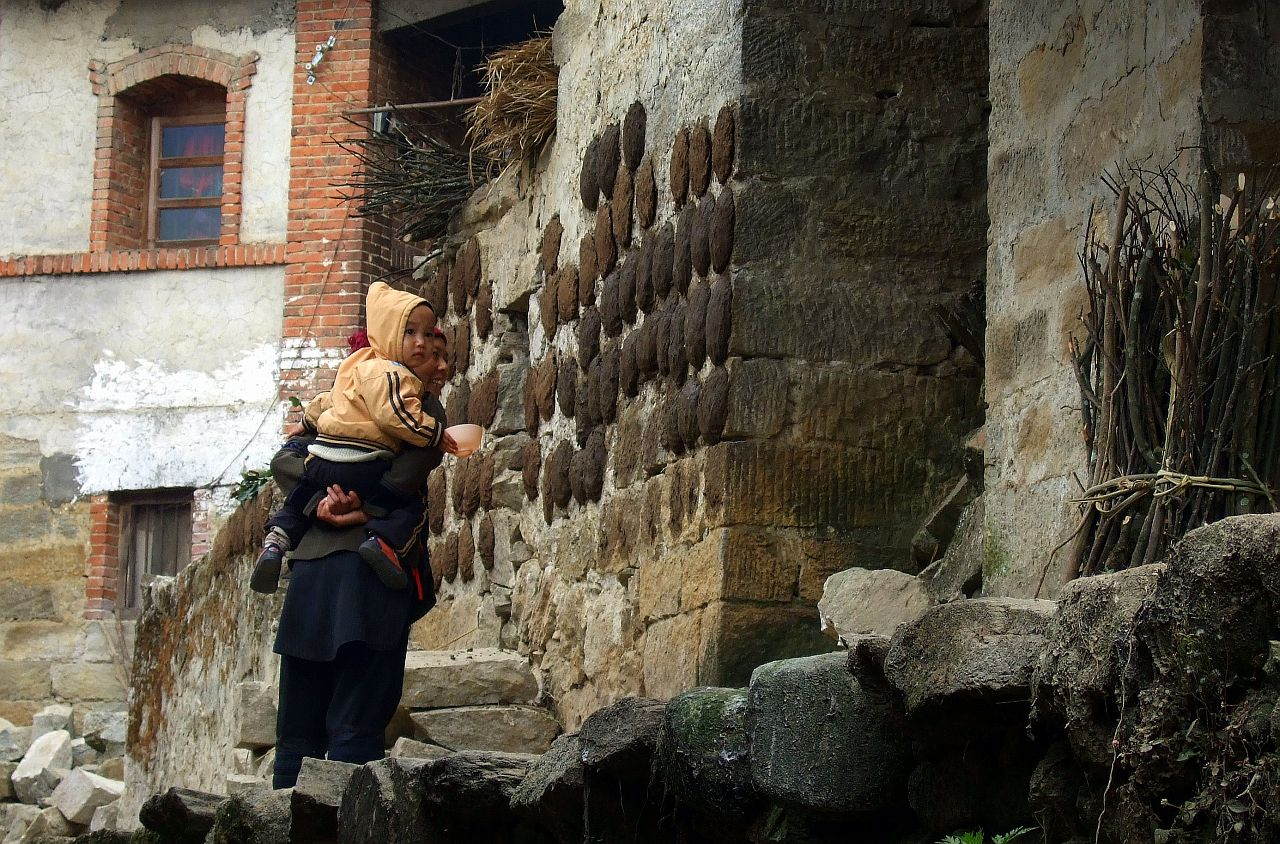
中国雲南省のスイギュウの糞ケーキ

## 製法
インドでは牛糞ケーキ作りは女性の仕事とされ、男性が関与する事はない。夜間に溜まった牛糞の清掃を兼ねて、朝食後に金属製の容器に牛糞を集めて歩く。女性の日課に組み込まれているため食事時に作る事はないが、午後の空き時間に製作する事はある。また、牛糞の放置を避けるため、乾燥しにくい雨季も含めて一年中ケーキ作りを行う。
収集した牛糞は、世帯毎に明確に区分けした空き地などで成形する。シンプルな方法では、両手でつかんで地面に叩きつけてから整形し、数秒で1つの牛糞ケーキが完成する。また、地域によってはコムギやトウモロコシの茎などの作物残渣や水と混合し、円盤状に成形する。作物残渣を多く含むと火力が大きいが短時間で燃え尽き、含まないものは弱火で長時間燃え続ける事が経験的に知られており、目的に応じて使い分けられる。作物残渣はウシ小屋などに散乱しているため、意図せずに牛糞に混和する場合もある。
1日に作る牛糞ケーキの個数は基本的にウシの飼育頭数によって決まり、スイギュウの場合は1頭から1日に直径30cmの牛糞ケーキ10 - 15個分の糞が発生する。整形が終わると、燃料として使うには水分が多過ぎるため、その場所で壁に貼り付けたり地面に並べたりして牛糞ケーキを乾燥させる。乾季では3 - 4日間、雨季では片面を1週間、さらに裏返して4日間ほどかけて乾燥させる必要があり、乾燥によって重量が約3分の1になる。乾燥が終了して完成した牛糞ケーキは、円柱や直方体の形に積み上げ、泥と糞の混合物を塗って外壁を作る。場合によっては植物やビニールシートで覆い、雨季も燃料として使用できるように対策が講じられている。
直径30cmの牛糞ケーキ1,500 - 1,600個を使って作られる、高さ1.6 - 2m、横幅と奥行き2.2 - 3.8mほどの牛糞ケーキの山はバトラーと呼ばれる。バトラーの作製は、日常消費用とは別に材料を準備するケースと、作製量が使用量を偶然上回って作るケースの双方があるハリヤーナー州南部などでは、外壁に所有者を示す装飾や家屋を模した造形などを施す例もある。また、バトラー製作途上の高さ1.2mほどの山はビトリーと呼ばれる。バトラーやビトリーには、邪視信仰に基づいてサンダルが飾られる事も多い。

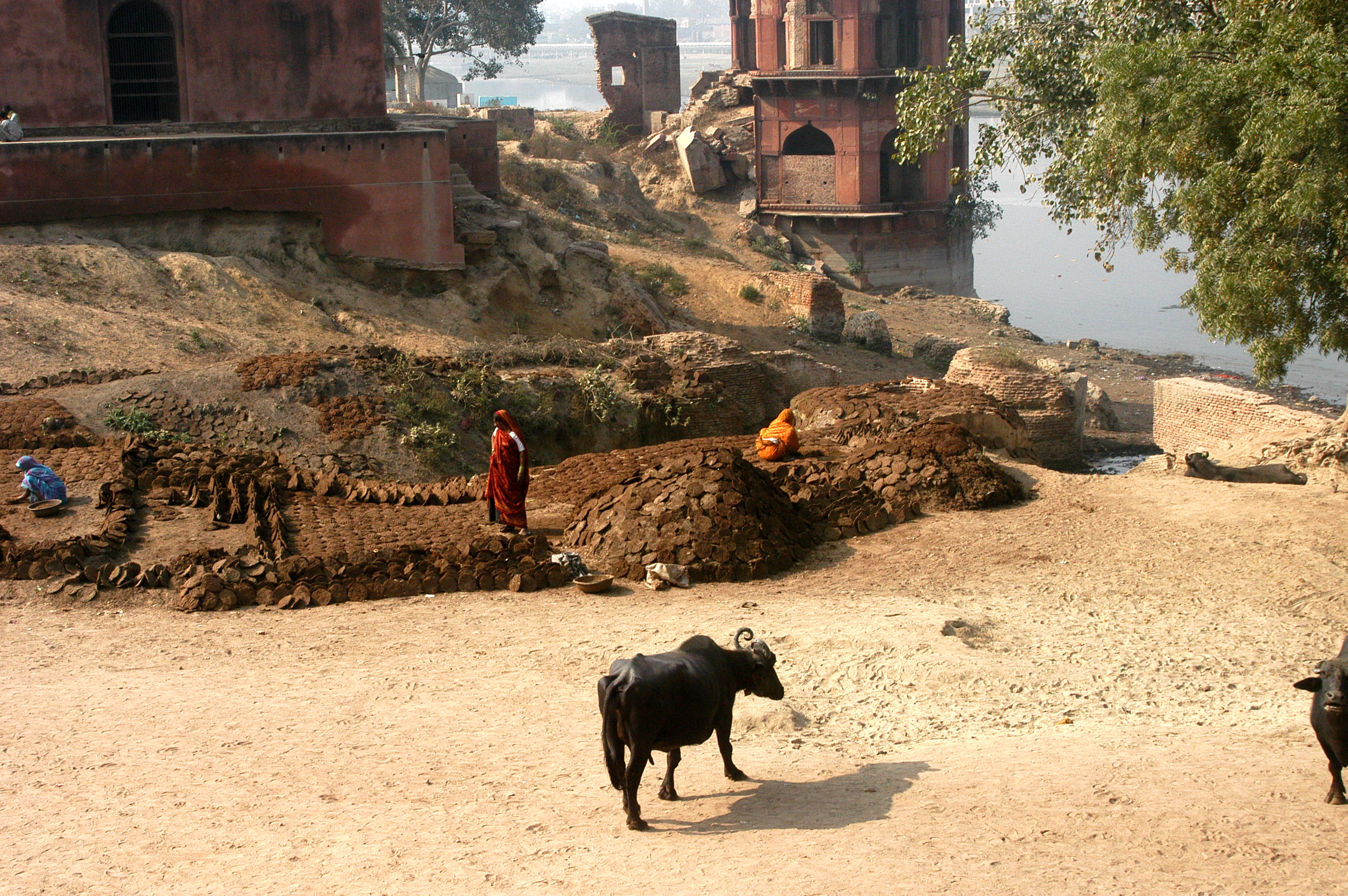
ウッタル・プラデーシュ州アーグラ郊外で、牛糞ケーキを作る人々
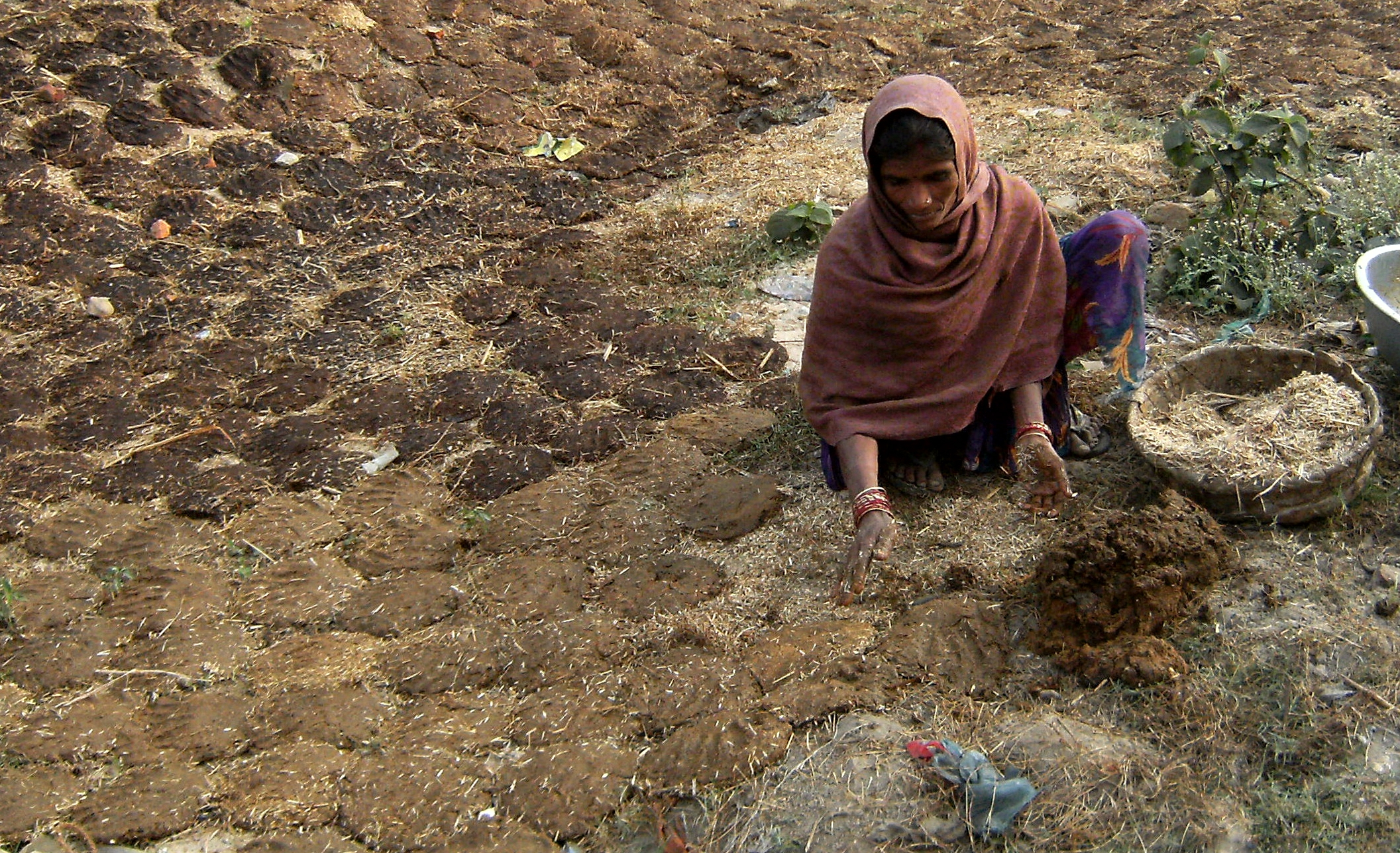
ビハール州における牛糞ケーキ製作
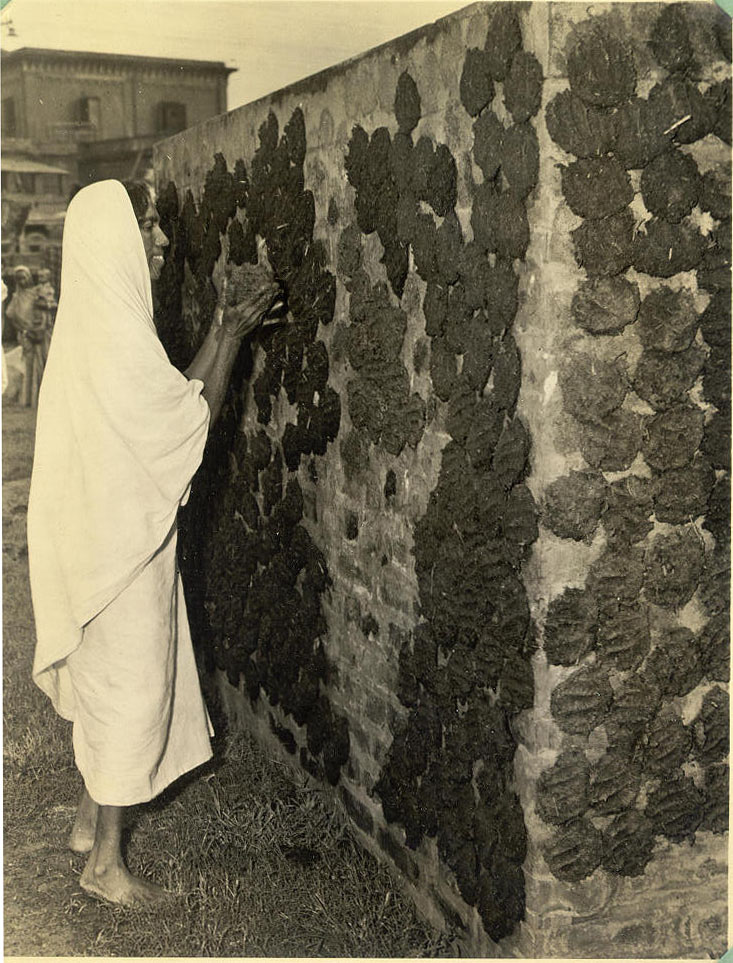
コルカタで牛糞ケーキを壁に貼って乾燥させる女性（1945年）
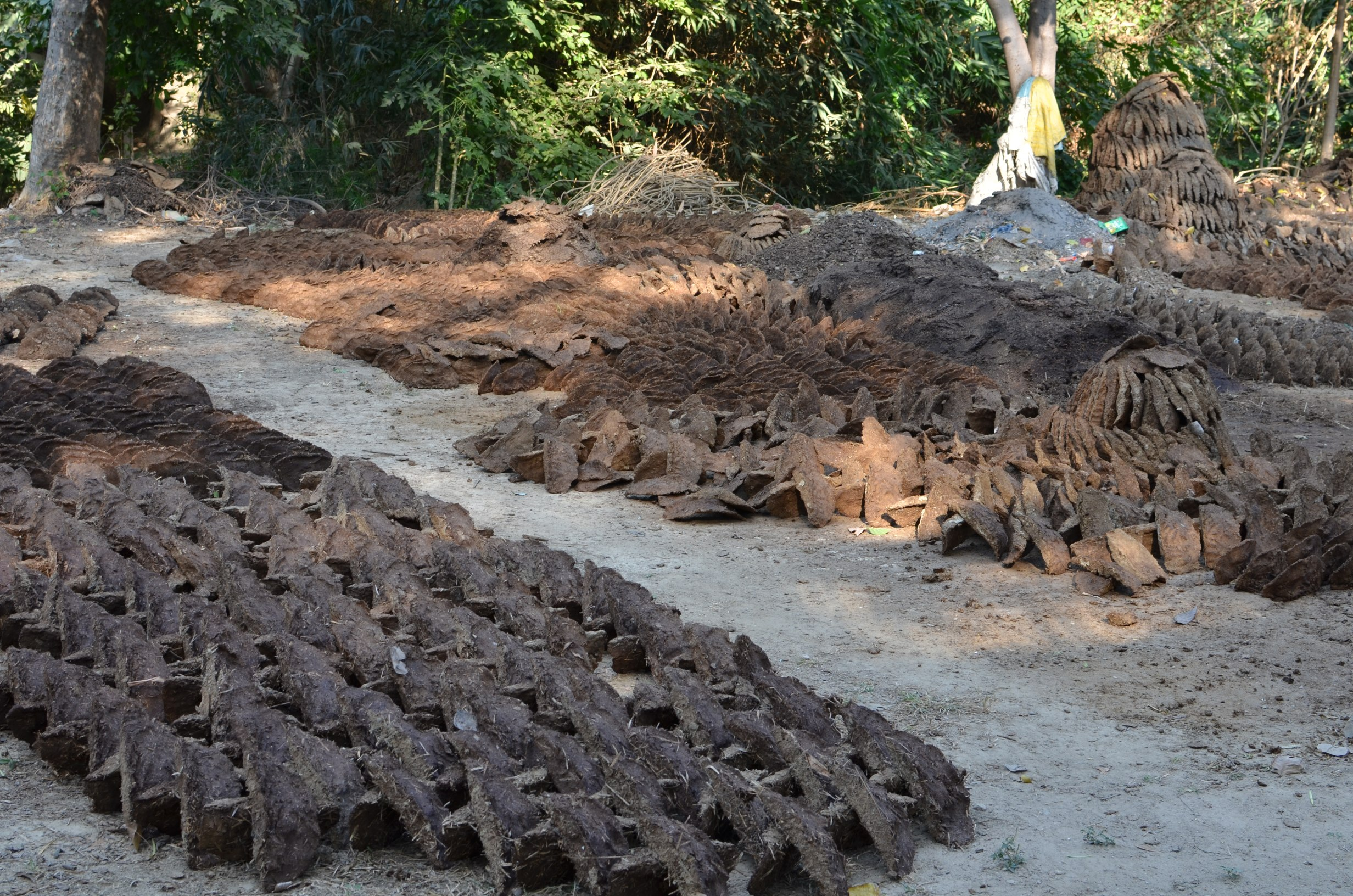
ウッタル・プラデーシュ州チュナールで地面に並べられた牛糞ケーキ
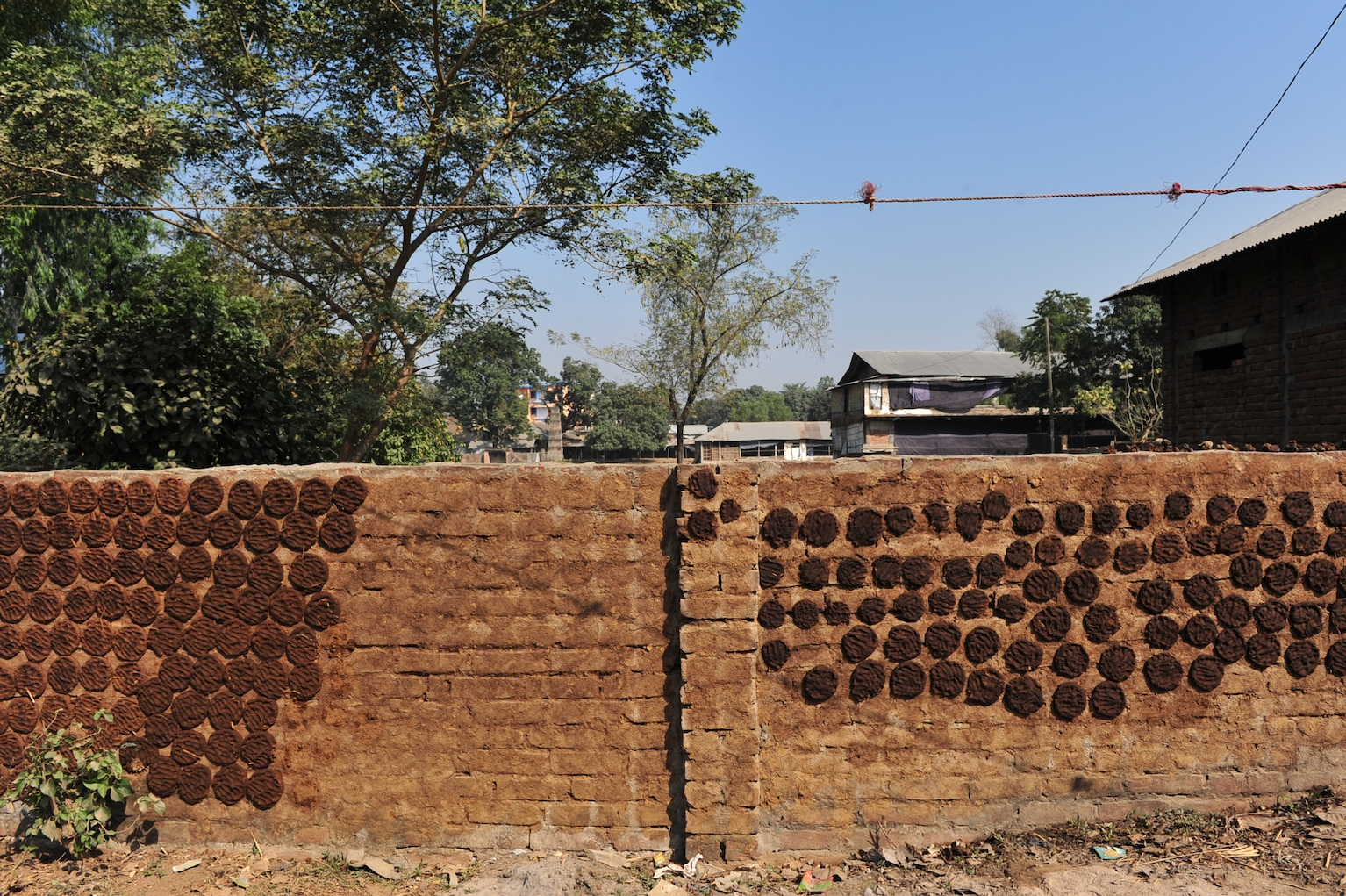
バングラデシュの牛糞ケーキ

## 利用
牛糞ケーキの発熱量は12 - 13MJ/kgとされ、これは薪の発熱量の60 - 80%程度に相当する。燃焼特性は、かまどや炉などの酸素供給の状況や牛糞ケーキの大きさおよび乾燥度合、含有物などによって大きく異なり、燃焼時間は30分 - 9時間、送風しない状態でケーキ自身の温度は最高200 - 360℃になる。また、鞴を備えた炉中で燃焼させると、炉内の温度は1,338°Cにも達する。調理などのために成人1人が1日に必要とする牛糞ケーキは直径30cmのもの2個分とされる。
 チャパティを焼いたり牛乳を加熱する場合など、すぐに昇温させたい時は大きな牛糞ケーキの使用は適さず、綿花などの枝や小さな牛糞ケーキが使われる。牛乳の保温など低温で長時間加熱したい場合は、大型の牛糞ケーキを調理炉のサイズに合わせて分割して使用すると、数時間燃焼を続ける。土器やレンガを焼成する際は、1回に数百個の大型牛糞ケーキが消費される。また、牛糞ケーキの灰は堆肥に混ぜて使用される。
また南アジアでは牛とともに牛糞が古来より特別視されてきたことが知られ、前3千年紀～2千年紀前半頃のインド南部に見られる「アッシュマウンド」は、集積した牛糞を定期的・儀礼的に燃やしたものとされる。のちのバラモン教のもとでは、前6世紀頃の祭儀書『シャタパタ・ブラーフマナ』に「浄化のために牛糞を塗布する」記述が見られる。
律法経『バウダーヤナ・ダルマ・スートラ』には聖性が高く浄化作用をもつ「牛に由来する5種の物＝パンチャガヴィヤ」（糞・尿・乳・酸乳・発酵乳脂肪）が登場し、これは今日のヒンドゥー教にも受け継がれている。ガンガー川の水や火と同様の高い浄化力をもつとされ、体に塗布あるいは飲用することで心身が清められ、病気に対する抵抗力を高めることからアーユル・ヴェーダでも重視されている。
糞のみでも浄化力は高く、日常的には床や戸口前に塗布し（虫除けにもなる）、各種儀礼で用いられる（水牛の糞は不可）。水に溶いた糞で初潮を迎えた女性の身体や衣服を洗ったり寺院に奉納する神像を清める。また乾燥糞も護摩壇や祭り火にくべたり、火葬の際には遺体の腹上に乗せる。その灰も胎児が死産した女性に牛尿と混ぜて飲ませたり、魔除け用護符として用いられる。祭りでは牛糞で神像を作り祀る事例が多い。雨季明け（太陽の季節の到来）を祝うインド北部を中心とするゴーヴァルダン・プージャーでは、牛糞で（床に板状の）クリシュナ神が作られ、春分を祝うホーリー（ホーリカー）では太陽や月、星、剣と盾などのミニチュアが作られ、祭り火で焼かれる。同じく雨季明けや春分に関連した祭りとともに、雨季に雨が降らないときの雨乞いの際には、牛糞を投げ合う祭りが各地に伝わる。
このように牛糞は、太陽の天空の動きや雨季の到来といった季節の変化、邪気払いの祭り火など、自然界と人間界とを介在する重要な機能と役割を担う。

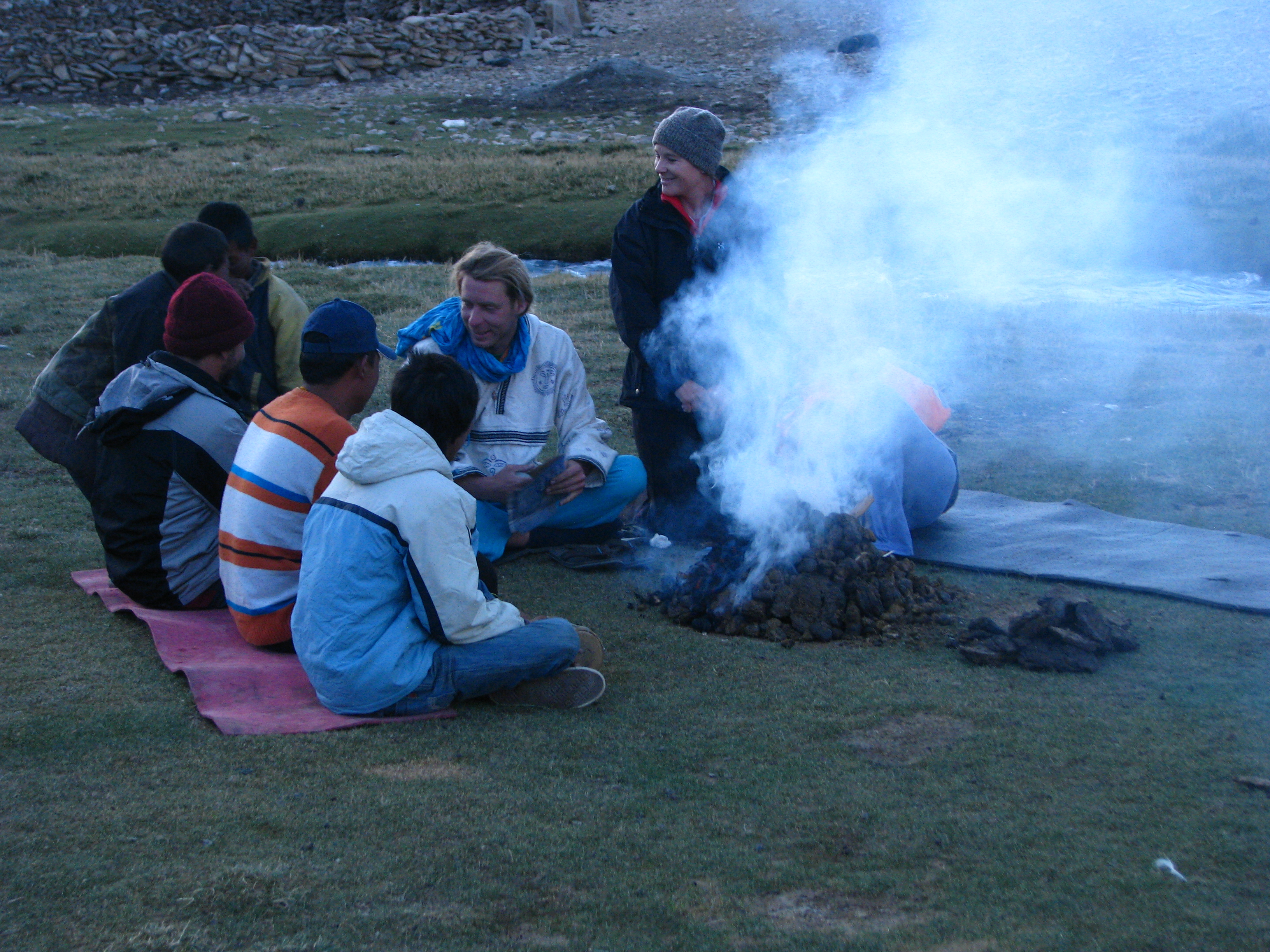
ジャンムー・カシミール州ラダックで牛糞ケーキを燃やす人々
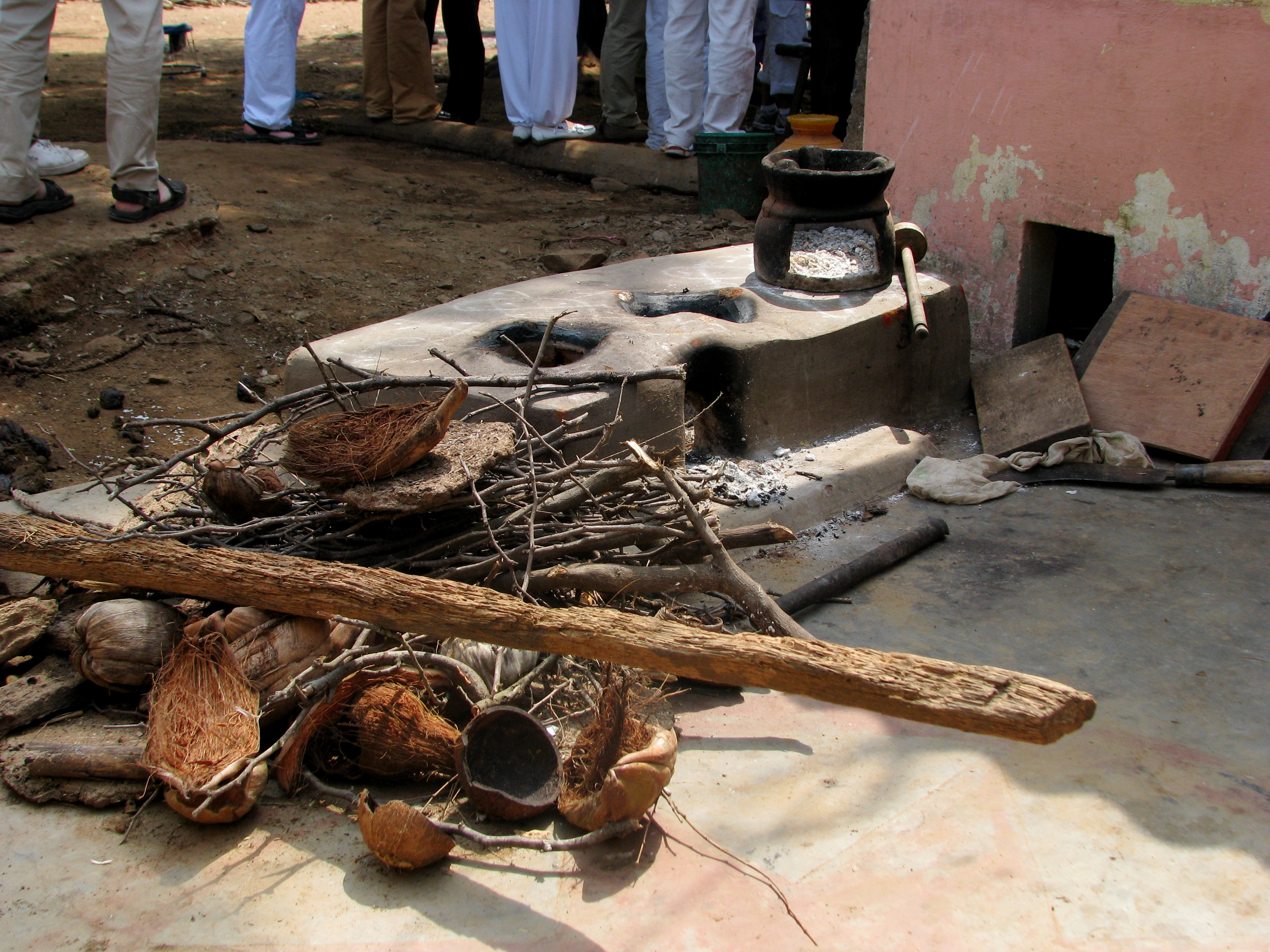
牛糞ケーキを利用するタミル・ナードゥ州の調理炉
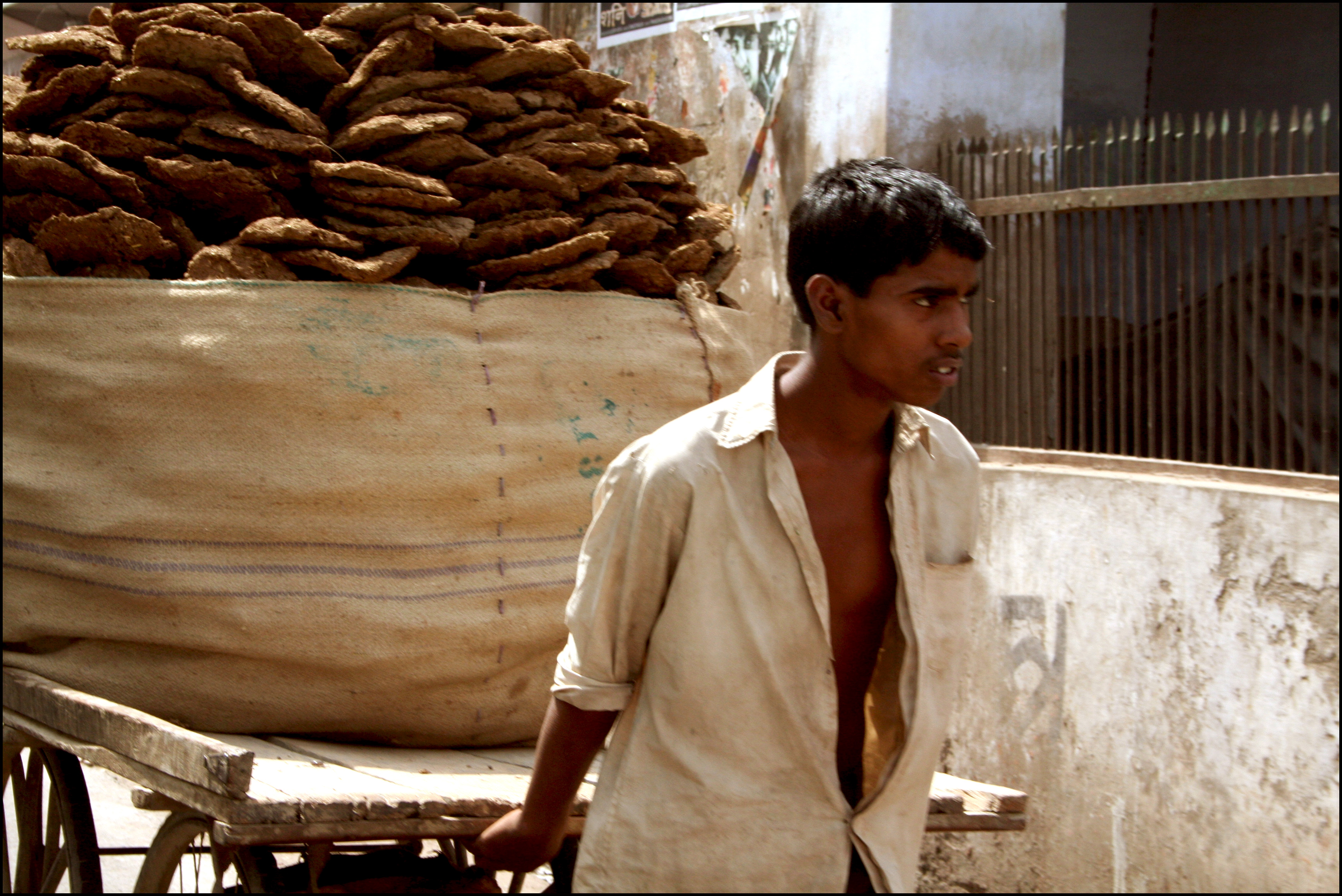
牛糞ケーキを運搬する少年